# Płońsk
Płońsk este un oraș în Polonia. Populatie 21,591 (2022).

## Personalități născute aici
- Anzia Yezierska (1880 - 1970), scriitoare de limbă idiș.